# Procolo di Marsiglia
Procolo di Marsiglia (... – 430) è stato vescovo di Marsiglia dal 380 al 430.

## Biografia
Procolo è stato il secondo vescovo di Marsiglia dopo Oresio; secondo la tradizione ricoprì tale carica dal 380 al 430.
All'inizio del proprio episcopato nel 381 partecipò al Concilio di Aquileia, dove vennero definitivamente condannati gli ultimi vescovi ariani dell'Occidente.
Egli venne in contrasto con Patroclo, vescovo di Arles, per aver nominato, con l'assenso di Lazzaro di Aix, vescovo di Aix-en-Provence, due vescovi a  La Ciotat ed a Saint-Jean de Garguier, i cui territori erano nella competenza dell'arcidiocesi di Arles, il che costituiva una provocazione riguardo agli accordi stabiliti nel Concilio di Torino del 401 che aveva definito i limiti fra le due arcidiocesi. Patroclo si recò a Roma e papa Zosimo gli dette ragione conferendo all'arcivescovo di Arles l'autorità di metropolita non solo sulle province della Gallia Viennense ma anche su quelle del Narbonnese I e Narbonnese II. Inoltre Zosimo, oltre a restituire a Patroclo i diritti sulle diocesi in questione, scomunicò sia Lazzaro che Procolo fece di Patroclo una sorta di intermediario fra l'episcopato della Gallia e la Santa Sede.
Procolo venne definito da San Gerolamo «...un santo e dotto pontefice».